# Eruzione del Taal nel 2020
Il 12 gennaio 2020 il famoso vulcano filippino Taal, situato a poche decine di km dalla popolosa città di Manila, capitale delle Filippine, ha ripreso a eruttare energicamente dopo un periodo relativamente tranquillo, costringendo ad alzare il livello di allarme fino al valore 4. Entro un paio di settimane l'eruzione si è pressoché esaurita e il 14 febbraio il livello di allarme è stato riportato a 2.

## Conseguenze
L'eruzione ha causato emissioni di cenere e gas che hanno forzato gli abitanti locali ad evacuare i centri abitati e a chiudere qualsiasi edificio pubblico tra cui aeroporti, uffici e scuole in un'area di 17,4 chilometri quadrati.
Sono state segnalate 39 vittime, morte prevalentemente per il rifiuto di lasciare la propria dimora o per gravi difficoltà respiratorie durante l'evacuazione.
Le ceneri si estesero per 100 chilometri verso l'alto, raggiungendo la capitale filippina Manila, forzando la chiusura del principale aeroporto del paese con più di 240 voli internazionali o locali.
I danni all'agricoltura sono stati valutati pari ad almeno 50 milioni di euro, quelli alla fiorente piscicoltura ad almeno 25 milioni.

## Anni seguenti
Nel 2021 è ripresa l'attività eruttiva, anche se in forme meno pericolose. Tra il 1° e il 9 luglio ci sono stati numerosi eventi eruttivi, tutti però di brevissima durata (pochi minuti ciascuno); in altri periodi dell'anno ci sono state inoltre eruzioni freatomagmatiche. Il livello di allarme non ha mai superato il valore 3.